# Glyptopleura (mosselkreeftjes)
Glyptopleura is een geslacht van uitgestorven ostracoden, dat leefde van het Vroeg-Carboon tot het Perm. 

## Beschrijving
Deze een millimeter lange ostracode kenmerkt zich door de bijna ovale omtrek met rechte slotrand. De ongelijke kleppen zijn bezet met duidelijk horizontale ribben met in het midden een groeve. 

## Soorten
- Glyptopleura adunca Croneis & Thurman, 1939 †
- Glyptopleura alata Croneis & Funkhouser, 1939 †
- Glyptopleura alternata Croneis & Funkhouser, 1939 †
- Glyptopleura alvea Cooper, 1941 †
- Glyptopleura artischtensis Buschmina, 1968 †
- Glyptopleura atypica Tschigova, 1960 †
- Glyptopleura barjatinensis Samoilova & Smirnova, 1960 †
- Glyptopleura berniciana Robinson, 1978 †
- Glyptopleura bicarinata Scott, 1942 †
- Glyptopleura bipunctata Kesling & Weiss, 1953 †
- Glyptopleura bristoli Croneis & Gutke, 1939 †
- Glyptopleura brunoa Brayer, 1952 †
- Glyptopleura bucera Kotschetkova, 1964 †
- Glyptopleura bulbosa Posner, 1979 †
- Glyptopleura campaui Crane & Kelly, 1956 †
- Glyptopleura carinata Geis, 1932 †
- Glyptopleura carrolli Croneis & Bristol, 1939 †
- Glyptopleura circumcostata Cooper, 1941 †
- Glyptopleura complexa Croneis & Funkhouser, 1939 †
- Glyptopleura compta Croneis & Thurman, 1939 †
- Glyptopleura concentrica Posner, 1951 †
- Glyptopleura conflexacostata Croneis & Gale, 1939 †
- Glyptopleura cooperi Elias, 1958 †
- Glyptopleura coryelli Harlton, 1931 †
- Glyptopleura costatiformis Buschmina, 1965 †
- Glyptopleura cuneata Crane & Kelly, 1956 †
- Glyptopleura curvata Croneis & Gale, 1939 †
- Glyptopleura decacostata Croneis & Gale, 1939 †
- Glyptopleura defecta Kotchetkova, 1984 †
- Glyptopleura donetziana Gorak, 1971 †
- Glyptopleura egregia Posner, 1979 †
- Glyptopleura eichwaldi (Jones & Kirkby, 1875) Bassler & Kellett, 1934 †
- Glyptopleura elapa Gruendel, 1963 †
- Glyptopleura elegantis Geis, 1932 †
- Glyptopleura elliptica Croneis & Gutke, 1939 †
- Glyptopleura elongata Kummerow, 1939 †
- Glyptopleura emarginata Delo, 1930 †

- Glyptopleura expressa Buschmina, 1959 †
- Glyptopleura freyjae Coryell & Johnson, 1939 †
- Glyptopleura friggae Coryell & Johnson, 1939 †
- Glyptopleura geisi Elias, 1958 †
- Glyptopleura genevievea Brayer, 1952 †
- Glyptopleura gibba Croneis & Gale, 1939 †
- Glyptopleura gloriosa Scott, 1942 †
- Glyptopleura gravis Buschmina, 1959 †
- Glyptopleura guardia Coryell & Brackmier, 1931 †
- Glyptopleura hamatilis Croneis & Bristol, 1939 †
- Glyptopleura harltoni Croneis & Bristol, 1939 †
- Glyptopleura henbesti Croneis & Gutke, 1939 †
- Glyptopleura hendricksi Croneis & Gutke, 1939 †
- Glyptopleura inopinata Girty, 1910 †
- Glyptopleura intermedia Croneis & Gale, 1939 †
- Glyptopleura irregularis Delo, 1931 †
- Glyptopleura janischewskyi (Posner, 1951) Gramm, 1984 †
- Glyptopleura kairovensis Kotchetkova, 1964 †
- Glyptopleura karli Geis, 1932 †
- Glyptopleura kayi Croneis & Bristol, 1939 †
- Glyptopleura kazachstanica Buschmina, 1959 †
- Glyptopleura kellettae Croneis & Thurman, 1939 †
- Glyptopleura kiselensis Zanina, 1971 †
- Glyptopleura klanensis Blaszyk & Natusiewicz, 1973 †
- Glyptopleura kutungdensis Zanina, 1968 †
- Glyptopleura kuzbassica Buschmina, 1965 †
- Glyptopleura lichwinoides Posner, 1951 †
- Glyptopleura menardensis Harlton, 1929 †
- Glyptopleura michaelis Brayer, 1952 †
- Glyptopleura mimiri (Coryell & Johnson, 1939) Sohn, 1988 †
- Glyptopleura minima Gorak, 1971 †
- Glyptopleura mirifica Ershova, 1969 †
- Glyptopleura mooreana (Jones & Kirkby, 1885) Coryell & Brackmier, 1931 †
- Glyptopleura multicostata Morey, 1935 †
- Glyptopleura nerthusae Coryell & Johnson, 1939 †
- Glyptopleura omerensis Crane & Kelly, 1956 †
- Glyptopleura pastica Jiang (Zh), 1983 †

- Glyptopleura pentacostata Croneis & Gale, 1939 †
- Glyptopleura perbella Geis, 1932 †
- Glyptopleura pergibba Croneis & Gutke, 1939 †
- Glyptopleura plicatula Posner, 1951 †
- Glyptopleura posneri Tschigova, 1959 †
- Glyptopleura protvae Zanina, 1956 †
- Glyptopleura pseudosulcata Croneis & Thurman, 1939 †
- Glyptopleura quadricostata Scott, 1942 †
- Glyptopleura raabenae Egorov, 1950 †
- Glyptopleura raricostata Blumenstengel, 1977 †
- Glyptopleura reniformis Croneis & Thurman, 1939 †
- Glyptopleura resupinata Croneis & Bristol, 1939 †
- Glyptopleura ruegensis Blumenstengel, 1977 †
- Glyptopleura sabota Brayer, 1952 †
- Glyptopleura sagae Coryell & Johnson, 1939 †
- Glyptopleura salemensis Coryell & Brackmier, 1931 †
- Glyptopleura schizopleura Coryell & Sohn, 1938 †
- Glyptopleura scotica (Jones & Kirkby, 1885) Coryell & Brackmier, 1931 †
- Glyptopleura scotti Elias, 1958 †
- Glyptopleura skathiae Coryell & Johnson, 1939 †
- Glyptopleura spinosa Harlton, 1929 †
- Glyptopleura subraabenae Buschmina, 1959 †
- Glyptopleura subsalemensis Buschmina, 1959 †
- Glyptopleura subvarians Kotschetkova, 1983 †
- Glyptopleura symmetrica Croneis & Funkhouser, 1939 †
- Glyptopleura teretiformis Croneis & Thurman, 1939 †
- Glyptopleura texana Harlton, 1929 †
- Glyptopleura tricostata Neustrueva, 1968 †
- Glyptopleura triserta Harris & Lalicker, 1932 †
- Glyptopleura tyri (Coryell & Johnson, 1939) Cooper, 1941 †
- Glyptopleura valkyriae Coryell & Johnson, 1939 †
- Glyptopleura varians Croneis & Funkhouser, 1939 †
- Glyptopleura varicostata Croneis & Thurman, 1939 †
- Glyptopleura venosa (Ulrich, 1891) Coryell & Brackmier, 1931 †
- Glyptopleura warthini Elias, 1958 †
- Glyptopleura whitei Bradfield, 1935 †
- Glyptopleura zara Brayer, 1952 †